# Čierny Brod
Čierny Brod (em húngaro: Vízkelet) é um município da Eslováquia, situado no distrito de Galanta, na região de Trnava. Tem 17,7 km² de área e sua população em 2018 foi estimada em 1.636 habitantes.

## Demografia
| Ano:        | 1994 | 2004   | 2014   | 2024   |
| ----------- | ---- | ------ | ------ | ------ |
| Broj ljudi: | 1526 | 1559   | 1605   | 1620   |
| Razlika:    |      | +2,16% | +2,95% | +0,93% |

| Ano:               | 2023 | 2024   |
| ------------------ | ---- | ------ |
| Número de pessoas: | 1627 | 1620   |
| Diferença:         |      | -0,43% |